# Bracon chelonoides
Bracon chelonoides är en stekelart som först beskrevs av Josef Fahringer 1929.  Bracon chelonoides ingår i släktet Bracon och familjen bracksteklar. Inga underarter finns listade.